# Luis Fernando Saura Martínez
Luis Fernando Saura Martínez (Dolores, Alicante, 12 de agosto de 1939-Alicante, 26 de octubre de 2000) fue consejero del Consejo Jurídico Consultivo de la Comunidad Valenciana y Síndico de Agravios de la Comunidad Valenciana.

## Carrera
Luis Fernando Saura inició su carrera profesional como abogado tras licenciarse en derecho por la Universidad de Murcia en el año 1976 y doctorarse en la misma unos años después. En 1986 consiguió la plaza de profesor titular de Derecho Civil de la Universidad de Alicante . En 1992 fue nombrado Magistrado Suplente de la Audiencia Provincial de Alicante, pasando, en 1995, a ser adscrito con carácter permanente a la Sección 4ª de dicha Audiencia Provincial.
Al margen de su carrera académica, también ejerció como abogado de los Colegios de Madrid, Valencia, Alicante, Alcoy, Elche y Orihuela.
En abril de 1996 fue nombrado consejero del Consejo Jurídico Consultivo de la Comunidad Valenciana, cargo que ocupó hasta que fue nombrado por las Cortes Valencianas Síndico de Agravios el 2 de septiembre de 1998. Ese cargo lo desempeñó hasta su fallecimiento, de manera inesperada, el 26 de octubre de 2000.